# Tytroca disparoides
Tytroca disparoides là một loài bướm đêm trong họ Erebidae.